# Geta (lábbeli)

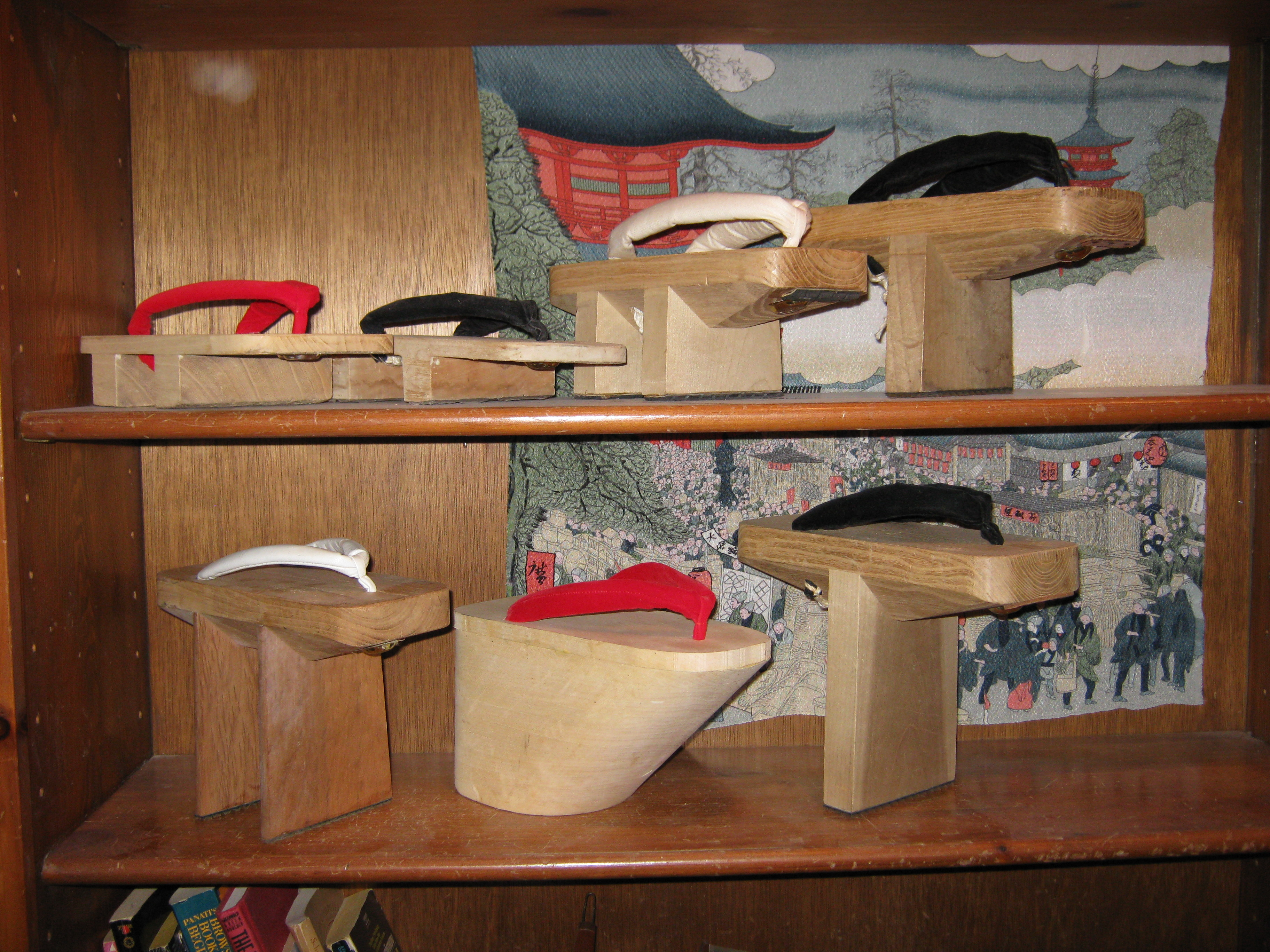
Különféle geták

A geta (下駄) az európai klumpa japán megfelelője, tehát fából van, de nem cipő, hanem saru formájú, és nem teli talpú, hanem egy vagy (többnyire) két (öt vagy akár tíz centiméter magas) haránt irányú talptámaszték (ha vagyis 'fog') tartja, hogy sárban a láb minél védettebb legyen. A talpat rendszerint paulowniából vagy japánciprusból, a támasztékokat tölgyből vagy magnóliából készítik (s a női változatokat lakkozzák), a szíjat pedig bőrből, de akár (színes) bársonyból vagy selyemből is. A Jajoi-kor (i. e. 300 – i. sz. 300) óta tradicionális viselet, általában jukata jár hozzá, de felhőkarcolók tövében üldögélő, farmernadrágos diákokat is látni benne. Az esős évszakban és a párás-nyirkos nyarakon ideális lábbeli, megakadályozza az arrafelé gyakori gombásodást. Valaha Japánban lakott külföldiek meg az öregek nosztalgiával emlékeznek vissza „kara-koro” hangú csattogására, kultúrtörténészektől pedig megtudjuk, hogy getával (zórival stb.) arcul csapni valakit a legnagyobb sértésnek számított.